# تپه خوشینان وسطی ۱
تپه خوشینان وسطی ۱ مربوط به دوره ساسانیان است و در شهرستان کرمانشاه، بخش مرکزی، دهستان میان دربند، حاشیه شمالی روستای خوشینان وسطی واقع شده و این اثر در تاریخ ۲۵ آبان ۱۳۸۷ با شمارهٔ ثبت ۲۳۸۶۳ به‌عنوان یکی از آثار ملی ایران به ثبت رسیده است.